# La rosa di Washington
La rosa di Washington (Rose of Washington Square) è un film del 1939 diretto da Gregory Ratoff. Film biografico sulla vita della cantante Fanny Brice, stella delle Ziegfeld Follies all'inizio degli anni venti, il suo amore per un delinquente sempre in fuga dalla polizia sino a quando non verrà convinto a costituirsi.